# Møborg Bakkeø

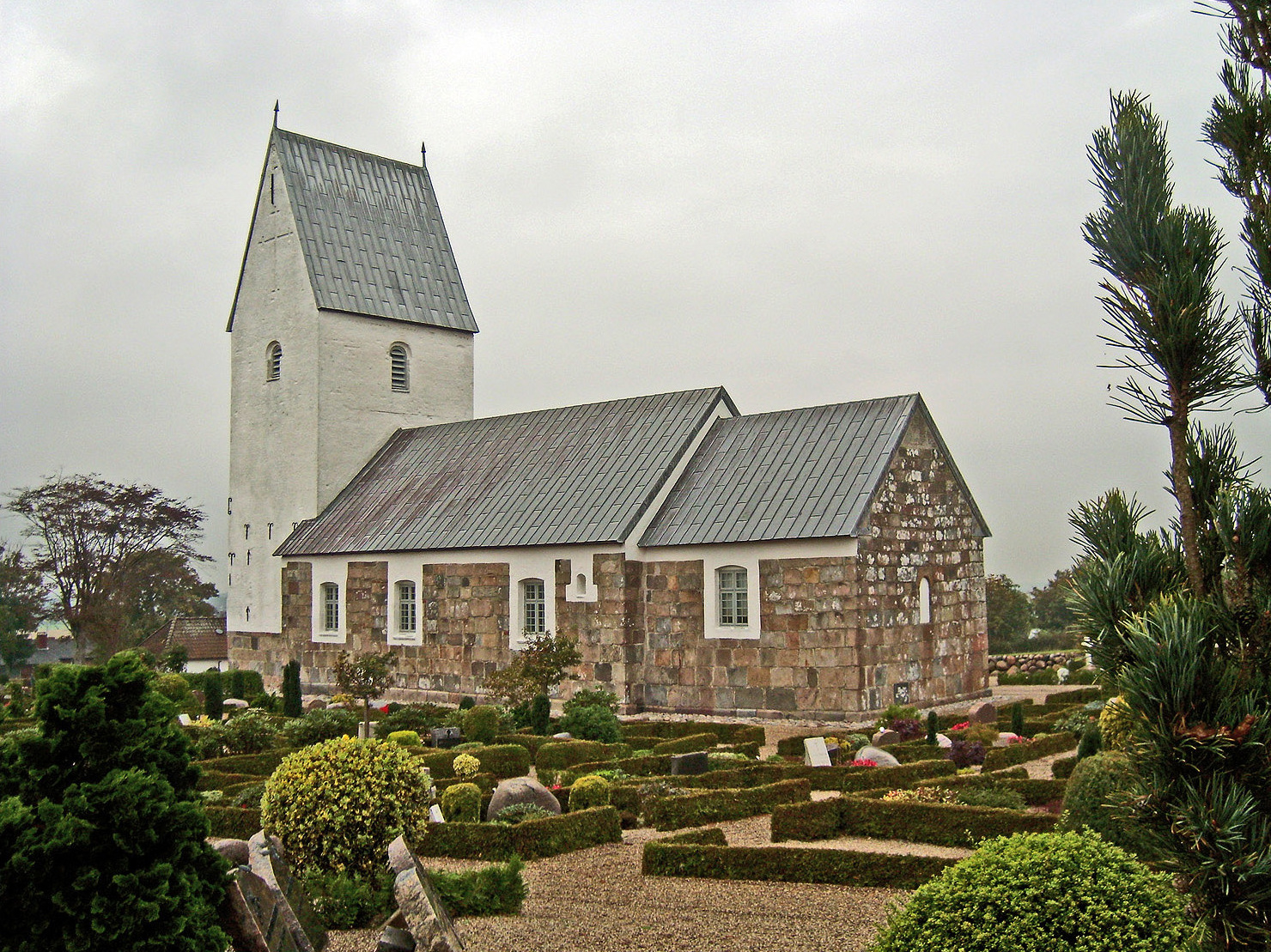
Møborg Kirke

Møborg Bakkeø är en bakkeö nära byn Møborg söder om Lemvig och väster om Holstebro i Västjylland i Danmark.  
Under den sista istiden för 21-23.000 år sedan stoppade isen upp i sin framryckning vid Ussings israndslinje strax söder om Lemvig. Smältvatten flödade ut från isranden över hedslätterna, där de högsta delarna av landskapet stack upp som öar. Møborg Bakkeø är en liten bakkeö på sju kvadratkilometer, som har avlagringar från de senaste tre istiderna. De stora glaciärerna medförde från norr delar av de skandinaviska fjällen i form av sten, grus och sand. Under första hälften av 1100-talet blev omkring två tusen av dessa av isen flyttade granitblock 
insamlade och huggna till kvadersten till en sockenkyrka.
Møborg Bakkeø är geologiskt intressant, eftersom den utgör ett geografiskt avgränsat och illustrativt exempel på landskapstypen bakkeö. På bakkeön finns också ett till 1992 i drift varande grustag, Møborg Sandgrav, som visar en bakkeös uppbyggnad. 
Møborg Bavnehøj, vars högsta punkt ligger 45 meter över havet, har som namnet antyder, förr använts som plats för vårdkasar. På denna höjd tände traktens invånare "bavner" för att varsla om inträngande fiender.
På bakkeön finns ett antal gravhögar från yngre stenåldern och bronsåldern, som vittnar om att marken brukades med den tidens enkla redskap.  
Møborg Kirke i kvadersten är ursprungligen från första hälften av 1100-talet. Tornet i tegelsten från 1509 har ett sadeltak. Också vapenhuset från 1800-talet är murat av tegelsten. Altartavlan är från 1586 och har en nederländsk nattvardsbild från omkring 1550. 
Møborg fick enligt en gammal sägen sitt namn efter det att alla socknens invånare, utom en ung kvinna, dött i Digerdöden 1347–1352. Hon tände ett bål på vårdkasehöjden, vilket upptäcktes av en ensam ung man från Fjaltring. 